# Alma Adamkienė

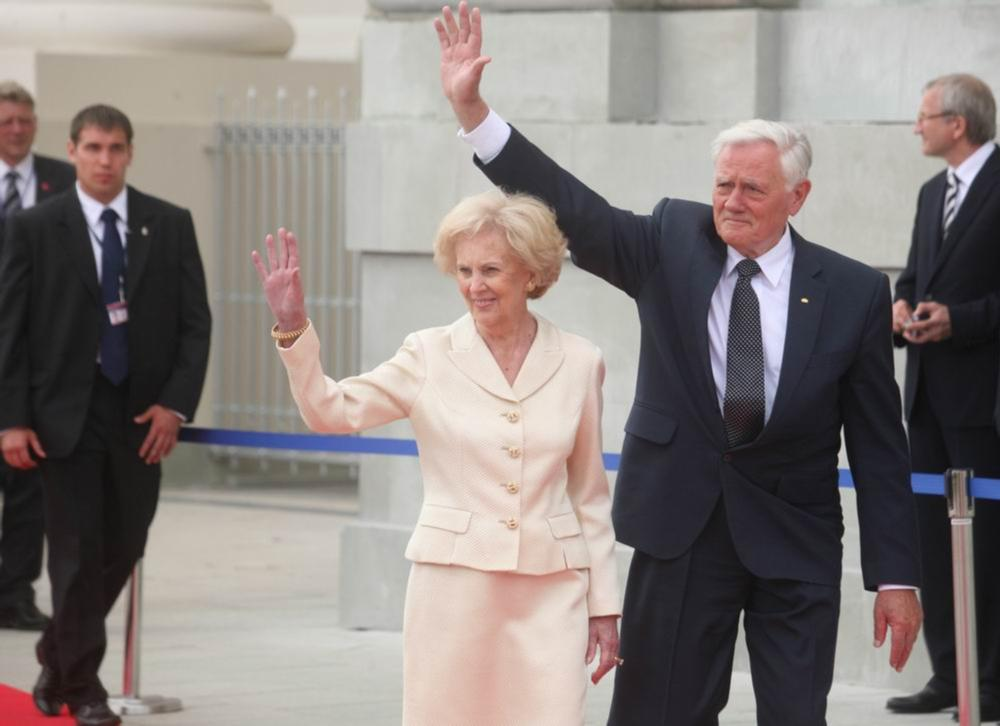
Adamkienė mit ihrem Ehemann Valdas Adamkus, 2009

Alma Adamkienė (geborene Alma Nutautaitė; * 10. Februar 1927 in Šiauliai; † 21. Mai 2023 in Vilnius) war die Ehefrau des litauischen Politikers Valdas Adamkus und war während dessen Amtszeit als Präsident First Lady Litauens.

## Leben
Nutautaitė wurde als Tochter der Kaufleute Stasys Nutautas (1899–1977) und Ona Soblytė-Nutautienė (1904–2006) geboren. Nach dem Einmarsch der Roten Armee in Litauen floh die Familie. Ihre Schulausbildung schloss sie an einem deutschen Gymnasium ab und studierte im Anschluss Philologie an der Universität Erlangen. 1949 übersiedelte sie in die Vereinigten Staaten und nahm später auch die US-amerikanische Staatsbürgerschaft an. Anfangs arbeitete sie als Laborassistentin in einer Stahlhütte, später bei einem Versicherungsunternehmen. Daneben leistete sie humanitäre Hilfe für litauische Emigranten.
1951 heiratete sie den Naturwissenschaftler Valdas Adamkus.
Nach dessen erstmaliger Ernennung zum Präsidenten im Frühjahr 1998 übernahm Adamkienė als First Lady die Schirmherrschaft über verschiedene soziale Programme der Kinderwohlfahrt. 1999 gründete sie eine nach ihr benannte Wohltätigkeitsstiftung.
Eine Hauptschule im oberlitauischen Dorf Šepeta (Rajongemeinde Kupiškis, Bezirk Panevėžys, Nordlitauen) trägt den Namen von Adamkienė.

## Ehrungen
- 1998: Orden des Fürsten Jaroslaw des Weisen (I. Klasse)[2]
- 2001: Großkreuz des Drei-Sterne-Ordens[3]
- 2004: Orden des weißen Sterns (I. Klasse)[4]
- 2007: Großkreuz des Ordens des Infanten Dom Henrique[5]
- 2009: Großoffizier des Verdienstordens der Republik Polen[6]